# Sharbat Gula

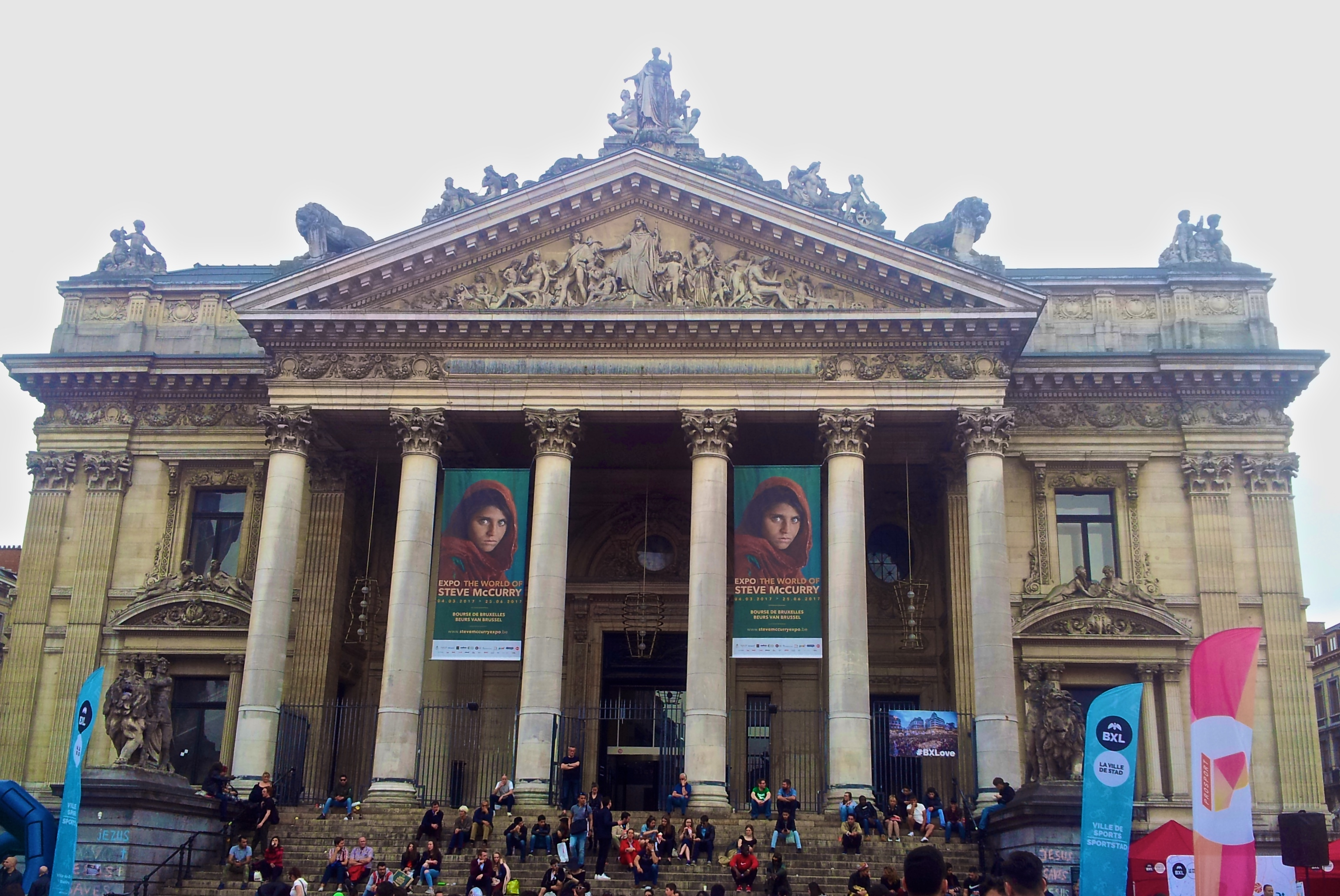
Sharbat Gula auf Plakaten der Ausstellung "The World of Steve McCurry" in Brüssel 2017

Sharbat Gula oder Scharbat Gula(h) (Paschtu: شربت گله; * um 1972) ist eine afghanische, paschtunische Frau. Bekannt wurde sie durch Steve McCurrys Porträtfoto Afghan Girl („afghanisches Mädchen“), welches sie als etwa Zwölfjährige in einem Flüchtlingslager in Nasir Bagh (Pakistan) zeigt; es wurde im Juni 1985 auf der Titelseite des National Geographic erstmals veröffentlicht. Seitdem ist Sharbat Gulas Bild millionenfach auf Buchcovern und Postern weltweit bekannt geworden.

## Im Flüchtlingscamp von Nasir Bagh
Sharbat Gula wurde um 1972 geboren. Durch die Bombardierungen der sowjetischen Armee in Afghanistan wurde sie Vollwaise und in das Flüchtlingscamp von Nasir Bagh in Pakistan gebracht. Dort wurde 1984 der amerikanische Fotograf Steve McCurry, der das Elend der Flüchtlinge mit seiner Kamera dokumentierte, auf das Mädchen aufmerksam. Er fertigte zwei Porträts von ihr an; auf dem weniger bekannten Bild bedeckt sie Nase und Mund mit einem Schleier. Das verwendete Filmmaterial war Kodak Kodachrome, das Objektiv ein  Nikkor 105mm f/2,5.

## Bewertung und Rezeption des Bildes
Das Besondere an der Momentaufnahme des afghanischen Flüchtlingsmädchens war die Ausstrahlung in den Augen, die vermutlich von einem Ausdruck aus Furcht, Angst und Schrecken des Afghanistankriegs gekennzeichnet ist, aber auch ein ebenso großes Maß an Stärke, Stolz und Schönheit widerspiegelte. Jedoch ist Steve McCurry ein männlicher Fotograf und laut eigener Aussage wurde sie von ihrem Lehrer gezwungen, ihre Verschleierung abzunehmen und ihm direkt in die Augen zu schauen, was gegen ihren Willen war. Dies bedeutet, dass die Augen auch Angst vor dem Fotografen und der unbekannten Person ausdrücken können. 
Das Porträtbild, auf dem sie mit ihren großen markanten grünen Augen in die Kamera blickte, war zunächst auf der Titelseite des National-Geographic-Magazins. Die Ausgabe im Juni 1985 wurde eine der erfolgreichsten in der ganzen 114-jährigen Geschichte des Magazins. Ihr Porträt wurde dadurch in der westlichen Welt berühmt und gilt seitdem als ein Symbol des afghanischen Volks und seiner Flüchtlingsschicksale, während des afghanischen Bürgerkriegs und der sowjetischen Invasion zwischen 1979 und 1989. In Afghanistan war dieses symbolträchtige Bild allerdings völlig unbekannt.
Es war auf zahlreichen weiteren Publikationen zu sehen und dürfte damit das weltweit bekannteste Porträt einer nicht öffentlichen Person sein. McCurry bemühte sich seitdem mehrfach, trotz der 1,5 Millionen Toten und 3,5 Millionen Flüchtlingen des Afghanistankriegs, das bis dahin namentlich unbekannte Mädchen ausfindig zu machen. Die genaue Identität des afghanischen Mädchens blieb für über 17 Jahre ungeklärt.

## Auf der Suche nach Sharbat Gula
Erst 2002, nach dem Ende der Talibanherrschaft, gelang es einem Team des National Geographic, die inzwischen verheiratete Frau in der Nähe von Kabul aufzuspüren. McCurry reiste zunächst erneut in das Flüchtlingslager von Nasir Bagh, welches kurz vor seiner Schließung stand. Bewohner erkannten das Mädchen als Schwester eines Bekannten. Sie war 1992 nach Afghanistan zurückgekehrt, aber über den Bruder konnte der Kontakt hergestellt werden. Durch biometrische Ausmessung ihrer Augen-Iris und Gesichtsnarben konnte Sharbat Gula, zu dem Zeitpunkt etwa 30 Jahre alt und Mutter dreier Töchter, zweifelsfrei als das „afghanische Mädchen“ identifiziert werden. Sie selbst konnte sich daran erinnern, dass sie von McCurry fotografiert worden war – es sind die einzigen Aufnahmen, die je von ihr angefertigt worden sind. Die Bekanntheit und der Symbolcharakter ihres Porträts waren ihr gänzlich unbekannt.
Ihre Geschichte und die ihres Wiederfindens wurde 2002 in der April-Ausgabe des National-Geographic-Magazins sowie als Fernsehdokumentation veröffentlicht. Zu ihren Ehren wurde außerdem ein Hilfsfonds für afghanische Frauen eingerichtet.
Im Oktober 2016 wurde Sharbat Gula in Peschawar festgenommen, weil sie mithilfe falscher Dokumente in Pakistan gelebt habe. Nach einer 15-tägigen Haftstrafe kehrte sie nach Afghanistan zurück. Der damalige Präsident Aschraf Ghani hieß sie willkommen und versprach, ihr eine Wohnung zu geben, damit sie „in Würde und Sicherheit in ihrem Heimatland leben kann“.

## Ausreise nach Italien 2021
Nachdem im August 2021 die Taliban wieder die Macht in Afghanistan übernommen hatten, bat Sharbat Gula um Hilfe, um das Land verlassen zu können. Im November desselben Jahres wurde bekannt, dass sie mit Hilfe der italienischen Regierung, im Zusammenhang mit einem Evakuierungsplan für afghanische Bürger, nach Rom evakuiert wurde.